# Cantó de Sant Sarnin
El cantó de Sant Sarnin és un cantó francès del departament del Cantal, situat al districte d'Orlhac. Té 7 municipis i el cap és Sant Sarnin.

## Municipis
- Beça
- Freix-Anglards
- Girgols
- Sant Sarnin
- Saint-Cirgues-de-Malbert
- Saint-Illide
- Tornamira

## Història
| Data d'elecció                           | Identitat        | Partit        | Qualitat |
| ---------------------------------------- | ---------------- | ------------- | -------- |
| 1961-1972                                | Justin Renac     | SFIO          |          |
| 1972-1998                                | Marcel Verniole  | RPR           |          |
| 1998-2011                                | Michel Lehours   | Divers gauche |          |
| 2011-                                    | François Lachaze | UMP           |          |
| les dades anteriors no són pas conegudes |                  |               |          |
|                                          |                  |               |          |

## Demografia
| 1962  | 1968  | 1975  | 1982  | 1990  | 1999  | 2007  |
| ----- | ----- | ----- | ----- | ----- | ----- | ----- |
| 3.391 | 3.818 | 3.292 | 2.970 | 2.771 | 2.578 | 2.487 |